# Star Girl
Star Girl is een nummer van de Britse poprockband McFly uit 2006. Het is de tweede single van hun derde studioalbum Motion in the Ocean.
Het nummer zou oorspronkelijk "Good Night" heten, maar de band vond de titel niet in de tekst passen. Frontman Tom Fletcher had een droom waarin hij een nummer in Westlife-stijl schreef over verliefd worden op een buitenaardse vrouw, dus besloot hij de tekst van "Good Night" te vervangen door de nieuwe tekst, in de hoop dat het een groter succes zou worden dan het nummer dat hij in zijn droom schreef. De plaat bleek wel degelijk een succes, want het bereikte de nummer 1-positie in het Verenigd Koninkrijk. Buiten de Britse eilanden werd de plaat echter geen hit.

## Tracklijst
- 7"

1. "Star Girl"
2. "We Are the Young"